# Vinech
Vinech byl bulharský chán vládnoucí zhruba v letech 753–760. Značnou část jeho vlády vyplnily boje s byzantským císařem Konstantinem V. Ten roku 755 odmítl Bulharům odevzdat dříve smluvený tribut, načež bulharské vojsko v odpověď vypálilo Thrákii. Císař nato odpověděl vojenskou výpravou do Bulharska, jež skončila byzantským vítězstvím u Markelli a uzavřením míru, kterým se chán zřekl dosavadního poplatku a odstoupil Byzanci oblast ležící jižně od pohoří Stara Planina. O několik let později se Konstantin rozhodl úplně Bulhary porazit a zamířil se svou armádou do centrálních oblastí Bulharska, jenže během bitvy ve Veregavském průsmyku se podařilo bulharskému vojsku Byzantince porazit. Vinech nevyužil výhodné situace a místo razantního postupu nabídl císaři mír. To vyvolalo odpor bulharských velmožů, kteří Vinecha svrhli, jeho rod Ukil pobili a novým vládcem zvolili chána Telece z rodu Ugain.